# Dax McCarty
Michael Dax McCarty (ur. 30 kwietnia 1987 w Winter Park, Floryda) – amerykański piłkarz, występujący na pozycji pomocnika.

## Życiorys

### Kariera klubowa
McCarty karierę rozpoczynał w 2004 roku w zespole North Carolina Tar Heels z uczelni Uniwersytet Karoliny Północnej w Chapel Hill. W tym samym roku został graczem ekipy Ajax Orlando Prospects, grającej w PDL. Oba zespoły reprezentował do 2005 roku.
W 2006 roku poprzez draft McCarty trafił do FC Dallas z MLS. W tych rozgrywkach zadebiutował 2 lipca 2006 w przegranym 0:3 meczu z Chivas USA. 24 września 2007 w przegranym 1:2 pojedynku z Los Angeles Galaxy strzelił pierwszego gola w MLS. W 2010 roku dotarł z zespołem do finału MLS Cup, jednak Dallas przegrało tam po dogrywce z Colorado Rapids.
W listopadzie 2010 roku McCarty został wybrany w drafcie przez Portland Timbers. Jednak w zamian za pieniądze oraz Rodneya Wallace'a trafił do D.C. United. W połowie 2011 przeszedł do New York Red Bulls.
17 stycznia 2017 podpisał kontrakt z amerykańskim klubem Chicago Fire, umowa do 31 grudnia 2019; kwota odstępnego 400 tys. euro.

### Kariera reprezentacyjna
W 2008 roku McCarty był członkiem reprezentacji U-23 na Letnich Igrzyskach Olimpijskich, z których zespół Stanów Zjednoczonych odpadł po fazie grupowej.
W seniorskiej kadrze Stanów Zjednoczonych zadebiutował 14 listopada 2009 w przegranym 0:1 towarzyskim meczu ze Słowacją.